# Pholcus gomerae
Pholcus gomerae är en spindelart som beskrevs av Jörg Wunderlich 1980. Pholcus gomerae ingår i släktet Pholcus och familjen dallerspindlar.
Artens utbredningsområde är Kanarieöarna. Inga underarter finns listade i Catalogue of Life.